# 포스포하이드록시피루브산
포스포하이드록시피루브산(영어: phosphohydroxypyruvic acid)은 세린 합성의 중간생성물로 가장 널리 알려진 유기산이다.

## 화학적 특성
포스포하이드록시피루브산은 약산이다.